# 基奇緬加河
59°58′52″N 45°47′48″E / 59.98111°N 45.79667°E
基奇緬加河（俄语：Кичменьга），是俄羅斯的河流，位於該國西北部沃洛格達州，屬於尤格河的左支流，流經基奇緬加鎮區和大烏斯秋格區，河道全長208公里，流域面積2,330平方公里。